# Giro della Provincia di Reggio Calabria 1986
Il Giro della Provincia di Reggio Calabria 1986, quarantasettesima edizione della corsa, si svolse il 29 marzo 1986 su un percorso di 246 km, con partenza e arrivo a Reggio Calabria. La vittoria fu appannaggio dell'italiano Guido Bontempi, che completò il percorso in 6h31'55", alla media di 37,66 km/h, precedendo i connazionali Francesco Moser e Moreno Argentin.

## Ordine d'arrivo (Top 10)
| Pos. | Corridore        | Squadra                         | Tempo    |
| ---- | ---------------- | ------------------------------- | -------- |
| 1    | Guido Bontempi   | Carrera Jeans-Vagabond          | 6h31'55" |
| 2    | Francesco Moser  | Supermercati Brianzoli          | s.t.     |
| 3    | Moreno Argentin  | Sammontana                      | s.t.     |
| 4    | Acácio da Silva  | Malvor-Bottecchia               | s.t.     |
| 5    | Silvano Riccò    | Fibok-Dromedario                | s.t.     |
| 6    | Emanuele Bombini | Vini Ricordi-Pinarello-Sidermec | s.t.     |
| 7    | Giuseppe Petito  | Gis Gelati                      | s.t.     |
| 8    | Jesper Worre     | Santini-Cierre-Conti-Galli      | s.t.     |
| 9    | Alfio Vandi      | Ariostea                        | s.t.     |
| 10   | Johan Lammerts   | Vini Ricordi-Pinarello-Sidermec | s.t.     |